# 소피 니와이더
소피 니와이더(영어: Sophie Nyweide, 2000년 7월 8일 ~ 2025년 4월 14일)는 미국의 아역 배우이다.
2025년 4월 약물 과다 복용으로 자택 근처의 숲에서 사망한 채로 발견되었다. 사망 당시 그녀는 임신 중이었다.

## 출연작 목록

### 영화
| 연도 | 제목               | 원제               | 배역          | 비고 |
| ---- | ------------------ | ------------------ | ------------- | ---- |
| 2006 | 벨라               | Bella              | 벨라          |      |
| 2009 | 매머드             | Mammoth            | 재키 비달레스 |      |
| 2010 | 쉐도우즈 앤 라이즈 | Shadows and Lies   | 후원자        |      |
| 2010 | 인비저블 사인      | An Invisible Sign  | 리사 비너스   |      |
| 2011 | 실수가 있었다      | Mistakes Were Made | 오텔리아      | 단편 |
| 2014 | 노아               | Noah               | 여동생        |      |
| 2015 | 본 어게인          | Born Again         | 소피          | 단편 |

### TV 드라마
- 로앤오더(2007) - 애거사 아처 역 ("Charity Case" 에피소드)